# 3DSlicer
3DSlicer est un logiciel libre d'analyse d'image et de visualisation scientifique crée en 2005.